# Bruno Götze
Bruno Götze (* 23. Juni 1862 in Thorn; † 28. Mai 1913 in Berlin-Schöneberg) war ein deutscher Radsportler.
Götze, Mitglied des Berliner Vereins BBC Germania von 1883, nahm bei den Olympischen Zwischenspielen 1906 in Athen an fünf Radsportwettbewerben teil. Beim 1000-m-Zeitfahren schied er, wie auch beim 5000-m-Bahnfahren, in der Vorrunde aus. Nach einem achten Platz im 333,3-m-Zeitfahren gewann er im Tandemsprint über 200 m die Silbermedaille, gemeinsam mit seinem 18 Jahre jüngeren Bruder Max Götze. Zwei Jahre später nahm er erneut an Olympischen Spielen in London teil, konnte sich aber für keine Entscheidung qualifizieren.